# Linneryds socken
Linneryds socken i Småland ingick i Konga härad i Värend, ingår sedan 1971 i Tingsryds kommun och motsvarar från 2016 Linneryds distrikt i Kronobergs län.
Socknens areal är 187,8 kvadratkilometer, varav land 176,2. År 2000 fanns här 1 199 invånare. Tätorten Linneryd med sockenkyrkan Linneryds kyrka ligger i socknen. 

## Administrativ historik
Linneryds socken har medeltida ursprung. På 1590-talet utbröts Södra Sandsjö socken.
Vid kommunreformen 1862 övergick socknens ansvar för de kyrkliga frågorna till Linneryds församling och för de borgerliga frågorna till Linneryds landskommun. Ansvaret för skolväsendet i socknen låg kvar under sockenrådet till 1932, alltså under den kyrkliga organisationen. Martin Sjöstrand skriver: Sedan 1932 har folkskolans angelägenheter varit överflyttade till den borgerliga kommunen, och i november 1931 valdes för första gången en särsklld folkskolestyrelse. Linneryds landskommun utökades 1952 med Nöbbele landskommun innan dessa två delar splittrades 1971 då Linneryd uppgick i Tingsryds kommun och Nöbbele I Växjö kommun.
1 januari 2016 inrättades distriktet Linneryd, med samma omfattning som församlingen hade 1999/2000.
Socknen har tillhört samma fögderier och domsagor som Konga härad. De indelta soldaterna tillhörde Smålands husarregemente, Växjö kompani, och Kronobergs regemente, Liv kompaniet.

## Geografi
Linneryds socken ligger kring Ronnebyåns övre lopp som delvis bildar gräns i öster. Socknen består av skogs och mosstrakter med många sjöar som Viren. Fler uppgifter under Linneryds landskommun.

## Förhistoria
1941 antecknades 55 fornlämningar i socknen medan 2001 års revidering har upptagit 427 poster men då är många fornlämningar från historisk tid upptagna.  294 fasta fornlämningar från förhistorisk tid inregistrerades 2001.
I församlingen finns lite fler än 10 kända hällkistor. De flesta ligger på sandplatåer utmed Lillåns vattenområde. Stenåldersbönderna valde de lätta, varma och torra och lättbrukade sandjordarna vid fiskrika sjöar och vattendrag.

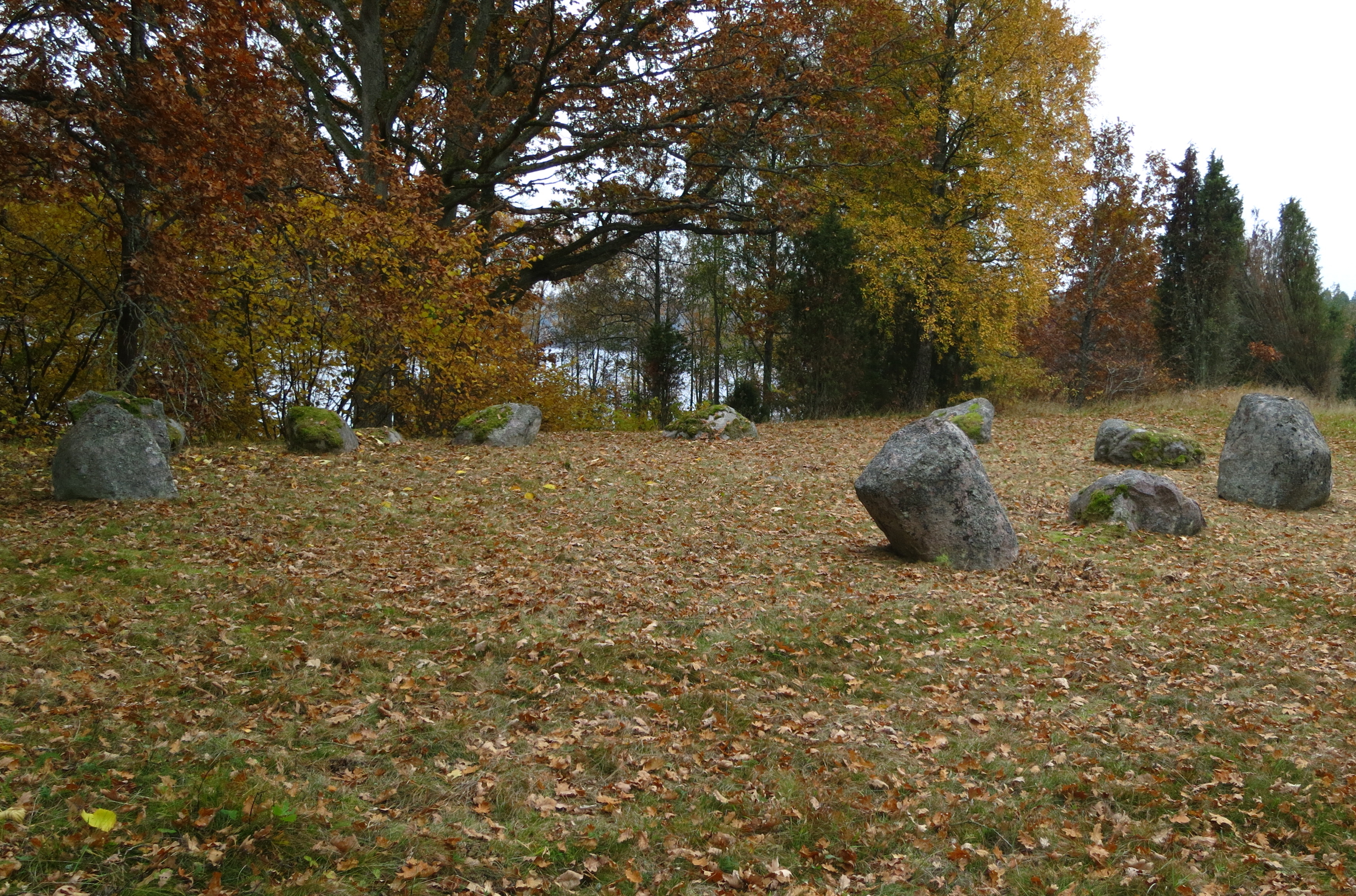
Domarringen i Flåboda backe

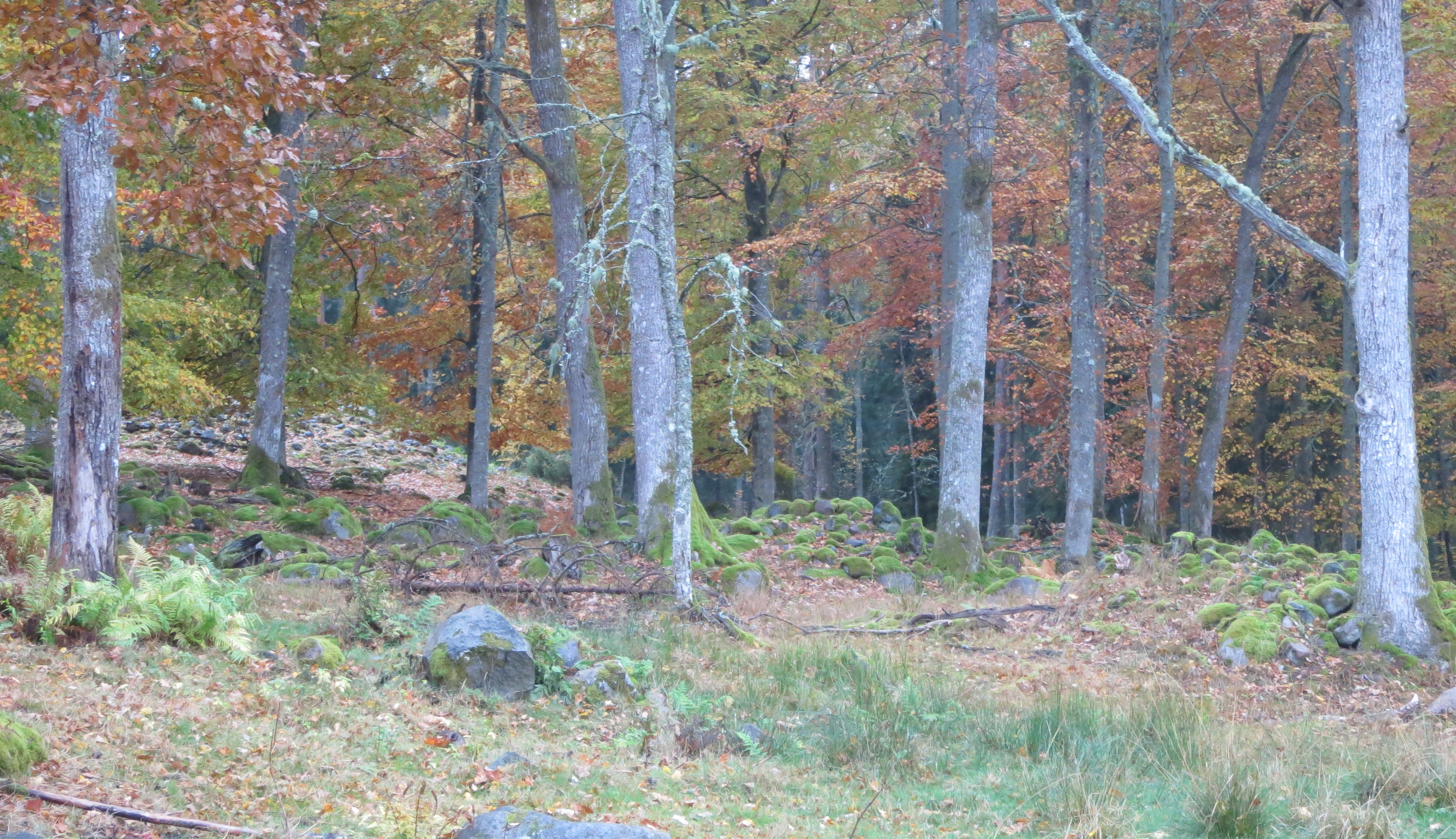
Gravrösen i Vieboda

Hällkistor fanns vid kyrkan (borttagen på 1800-talet), vid Vieboda och mellan Barkeboda och Flålycke. Det finns många rösen  och flera järnåldersgravar bland annat vid Bredabäckshult, Kolshult, Rolsmo,  Flåboda och Svartabäck. Ett par domarringar finns vid Bredabäckshult och Flåboda.
Församlingen har 63 rösen upptagna. Vidare finns 14 stensättningar som enstaka lämningar utanför gravfälten.

### Gravfält
Två större gravfält finns i Linneryd.
Bredebäckshult : Gravfält med 130x50 meters utbredning bestående av 15 fornlämningar : 3 rösen, en rund stensättning, 8 resta stenar och tre klumpstenar. Två av rösena är 15 meter i diameter och 2,5 m höga, det tredje är mindre 7 meter i diameter och0,7 m högt. Två av rösena har en grop i mitten och det största en ränna urplockad och i mitten hällar och klumpstenar, troligen efter en hällkista. Stensättningen är rund 10 m i diameter och 0,3-0,5 m hög. De resta stenarna är 0,6 till 1,6 m höga (en har fallit omkull). Förefaller vara en gravplats med lång användningstid från stenålder in i järnålder.
Rolsmo : Gravfält 70x 35 meter stort, med 15 fornlämningar. 5 runda stensättningar, en rektangulär stensättning samt 9 resta stenar. De runda stensättningarna är  3-5 m i diameter och 0,2-0,4 m höga, den rektangulära 3x5 m och 0,1 m hög. De resta stenarna är 0,4 till 1,1 meter höga. De flesta har fallit omkull. Detta gravfält verkar var från järnåldern med stensättningar med låg höjd.

## Historik

### Medeltida kyrkogods och Dackefejd
Medeltidskyrkan i Linneryd byggdes före 1304 (troligen avsevärt tidigare) och från 1300-talet är tre präster kända. Haraldus "sacerdos de linderyth" är den förste kände. Andra prästnamn från 1300-talet är Haquinus och Nicolaus sedan är det först Per Börjesson, som känd från 1555. Efter honom är prästlängden känd. Kyrkan ägde under medeltiden flera hemman i Linneryd : Vieboda, Bisterhult Vrångebo, Bökås, Korrö och Linneryd ägdes av kyrkan. Vid reformationen drogs de in till kronan och strax därefter startade Dackefejden.
De forna landbönderna under kyrkan kan ha drabbats av ett högre skattetryck som kronobönder. Dacke ska ha haft ett starkt stöd i Linneryd. Det finns en grav som kallas "Dackes grav" i Linneryd men det är en saga.
Vieboda var sätesgård till 1665 och Vrångebo var sätesgård under kort tid därefter på 1600-talet. Vrångebo blev sätesgård 1661 men redan 1681 drogs gården in till kronan. Korrö har varit bebott av ståndspersoner men inte varit säteri.

### Sockensplittring
1590 bröts Södra Sandsjö ut ur socknen. Det blev inte ett definitivt avbrott utan den återförenades 1696-1888 med Linneryd.

### Oro i församlingen
År 1661 blev Nicolaus Osander kyrkoherde. Han drabbades av slaganfall 1676 och blev bunden till sängen. Vid sin död 1678 efterträddes han av sonen Petrus Osander. En av Petrus söner, Olof Osander, blev sedermera biskop i Växjö. Petrus Osander blev 84 år och hade mot slutet av sin ämbetstid svårt upprätthålla ordningen i församlingen. Han blev blind i slutet av sitt liv och förlorade minnet och kunde inte förrätta gudstjänster. År 1727 tillträdde hans son Andreas Osander tjänsten, men han avled redan 1738. Konsistoriet i Växjö tillsatte 1739 Magnus Stolpe som ny kyrkoherde. Han var en kraftfull och energisk man och oordningen i församlingen upphörde.

### Åkeanismen, nykterhet och skola
Samuel Agrell var präst i församlingen 1764 till sin död 1773. Han efterträddes av Samuel Ruda. Denne var präst under åren då Åkianismen spreds till Linneryd från Älmeboda. Rörelsen behandlades hårt av myndigheterna och många av anhängarna sattes  på Danvikens dårhus och flera dog en för tidig död.  Johan Wieslander var präst till 1827 då han flyttade till Väckelsång. Under hans ämbetstid skapades den första skolordningen i Linneryd 1824. Peter Pontén var präst 1827-1861 och var med om att bilda den första nykterhetsföreningen, som hade hela 312 medlemmar. Knut Almqvists tid som herde i församlingen 1861-1869 präglades av ökad nykterhet, och nya fria väckelserörelser. Det var också under dessa år som skolväsendet fick sin fasta organisation med 8 nybyggda fasta skolor i socknen

### Kyrkobygge 1797, Sockenstugan 1863 och ålderdomshem 1901
1776 blev Samuel Ruda präst i Linneryd och då väcktes frågan om en ny kyrkobyggnad. Den diskuterades i 20 år innan byggmästaren Gulin som arbetat med byggnader i Karlskrona trädde in. Han hade återflyttat till sin hemsocken och bodde på Korrö. Han erbjöd sig att 1787 att själv organisera och leda bygget av en ny kyrka utan annan kostnad för församlingen än dagsverken och material. Församling antog inte erbjudandet förrän 7 år senare. 1796 förbereddes bygget som påbörjades 1797 och 1798 kunde det slutföras.
Sockenstugan byggdes 1863 för skolan, sockenstämmor och andra kommunala ändamål. På 1860-talet ombyggdes kyrkstallen, kyrkplanen skapades, kyrkogården utvidgades och försågs med mur. Skogsnäs var Linneryds enda sätesgård. Gården ägdes på 1400-talet av Arvid Trolle till Bergkvara. På 1550–1560-talet ägde kronan gården. Sedan ägdes den av ätten Ulfsax. Slutligen kom den att ägas av släkte Stråle (Hovmantorp) innan den på 1800-talet början förlorade sin herrgårdskaraktär.  Konga AB köpte gården på 1800-talets slut och 1901 köper landskommunen hemmanets inägor och hus och inrättar socknens fattiggård där. Gården ombyggdes och moderniserades på 1920-talet till ålderdomshem.
Historien över socknens historia från 1863 skildras i artikeln Linneryds landskommun.

## Befolkning
| År   | Antal | Källa                                                    |
| ---- | ----- | -------------------------------------------------------- |
| 1800 | 1 990 | Sveriges Bebyggelse Landsbygden Kronobergs län Del 1     |
| 1810 | 1 997 | Sveriges Bebyggelse Landsbygden Kronobergs län Del 1     |
| 1830 | 2 460 | Sveriges Bebyggelse Landsbygden Kronobergs län Del 1     |
| 1850 | 3 093 | Sveriges Bebyggelse Landsbygden Kronobergs län Del 1     |
| 1880 | 3 777 | Sveriges Bebyggelse Landsbygden Kronobergs län Del 1     |
| 1900 | 3 283 | Sveriges Bebyggelse Landsbygden Kronobergs län Del 1     |
| 1920 | 2 667 | Sveriges Bebyggelse Landsbygden Kronobergs län Del 1     |
| 1940 | 2 252 | Sveriges Bebyggelse Landsbygden Kronobergs län Del 1     |
| 1958 | 1 725 | Sveriges Bebyggelse Landsbygden Kronobergs län Del 1     |
| 2000 | 1 199 | Sverige från A till Ö: geografisk-historisk uppslagsbok. |

## Namnet
Namnet (1368 Lindirydh), taget från kyrkbyn, består av förledet linde, linddunge och efterledet ryd.

### Fotnoter
1. 1 2 3  Svensk Uppslagsbok Linneryds socken Arkiverad 19 augusti 2015 hämtat från the Wayback Machine.
2. 1 2  Harlén, Hans; Harlén Eivy (2003). Sverige från A till Ö: geografisk-historisk uppslagsbok. Stockholm: Kommentus. Libris 9337075. ISBN 91-7345-139-8
3. ↑  Sjöstrand, Martin (1954). Linneryds kommun 1863-1951. sid. 77. Läst 2 juni 2020
4. ↑  Administrativ historik för Linneryd socken (Klicka på församlingsposten). Källa: Nationella arkivdatabasen, Riksarkivet.
5. 1 2  Sjögren, Otto (1931). Sverige geografisk beskrivning del 2 Östergötlands, Jönköpings, Kronobergs, Kalmar och Gotlands län. Stockholm: Wahlström & Widstrand. Libris 9939
6. 1 2 3  Nationalencyklopedin
7. ↑  [https://www.diva-portal.org/smash/get/diva2:1234545/FULLTEXT01.pdf ”2001 års fornminnesinventering i Kronobergs län
Älmhults och Tingsryds kommuner”]. RAÄ. 2001. https://www.diva-portal.org/smash/get/diva2:1234545/FULLTEXT01.pdf. Läst 11 sepmber 2024.
8. ↑  Fornlämningar, Statens historiska museum: Linneryds socken
9. ↑  Fornminnesregistret, Riksantikvarieämbetet: Linneryds socken Fornminnen i socknen erhålls på kartan genom att skriva in sockennamn (utan "socken") i "Ange geografiskt område"
10. ↑  ”RAÄ Linneryd 33”. RAÄ. https://app.raa.se/open/fornsok/api/lamning/dokument/fil/aWlwYXg6Ly9vYmplY3RiYXNlLmRvY3VtZW50L2RvY3BhcnRpdGlvbiMxMjg4MDQ3/733-0038-01-D.jpg. Läst 11 juli 2024.
11. ↑  ”RAÄ Nr 38 Linneryd”. RAÄ. https://app.raa.se/open/fornsok/api/lamning/dokument/fil/aWlwYXg6Ly9vYmplY3RiYXNlLmRvY3VtZW50L2RvY3BhcnRpdGlvbiMxMjg4MDQ3/733-0038-01-D.jpg. Läst 11 juli 2024.
12. ↑  Växjö stifts herdaminne del IV sidorna 53-61
13. ↑  Växjö stifts herdaminne sidan 53
14. ↑  Claes Annerstedt. ”Upsala Universitets historia / Register sidan 57”. runeberg.org. https://runeberg.org/acuuhi/reg/0059.html. Läst 11 juli 2024.
15. ↑  ”Ansedel Petrus Nicolai Osander”. www.birgerbergenholtz.se. https://www.birgerbergenholtz.se/mormor/000/014/974.htm. Läst 11 juli 2024.
16. ↑  ”Spalt 987-988 i Nordisk familjebok / Uggleupplagan. 20. delen Norrsken - Paprocki”. runeberg.org. 25 februari 1914. https://runeberg.org/nfbt/0534.html. Läst 11 juli 2024.
17. ↑  Gotthard Virdestam (1930). ”Växjö stifts herdaminne IV”. litteraturbanken.se. sid. 58. https://litteraturbanken.se/f%C3%B6rfattare/VirdestamG/titlar/V%C3%A4xj%C3%B6StiftsHerdaminne4/sida/68/faksimil. Läst 11 juli 2024.
18. ↑  Växjö stifts herdaminne IV sidan 69
19. ↑  Linneryds socken av Ivan Sandberg sidan 383 i boken Sveriges bebyggelse. Kronobergs län del I. Hermes. Uddevalla 1960
20. ↑  ”Åke Svensson - Svenskt Biografiskt Lexikon”. sok.riksarkivet.se. https://sok.riksarkivet.se/sbl/Presentation.aspx?id=34948. Läst 11 juli 2024.
21. ↑  [https://raa.diva-portal.org/smash/get/diva2:1244207/FULLTEXT01.pdf ”Kyrkobyggnader 1760-1860 
Del 2 Småland”]. Almqvist & Wiksell International. sid. 240-241. https://raa.diva-portal.org/smash/get/diva2:1244207/FULLTEXT01.pdf. Läst 11 juli 2024.
22. ↑  ”Linneryds sockenstuga, kyrkstallar och sockenmagasin”. Länsstyrelsen Kronoberg. https://catalog.lansstyrelsen.se/store/54/resource/DG_2013__13. Läst 11 juli 2024.
23. ↑  Hansson, Martin (2001). [https://lucris.lub.lu.se/ws/portalfiles/portal/4678901/3130581.pdf ”Huvudgårdar och herravälden
En studie av småländsk medeltid”]. sid. 330. https://lucris.lub.lu.se/ws/portalfiles/portal/4678901/3130581.pdf. Läst 11 juli 2024.
24. ↑   Sveriges bebyggelse : statistisk-topografisk beskrivning över Sveriges städer och landsbygd. Landsbygden. Kronobergs län, D. 1, Algutsboda, Drev, Dädesjö .... 1960. sid. 378–387. Läst 2 september 2020